# در یک بازار ایرانی
در یک بازار ایرانی یا بازار ایرانی (به انگلیسی: In a Persian market) یک قطعهٔ ارکستری ساختهٔ آلبرت کتلبی آهنگ‌ساز بریتانیایی است. این قطعه نخستین بار در سال ۱۹۲۰ اجرا شد. کتلبی در این قطعه برای تصویر کردن یک بازار خاورمیانه‌ای به خصوص یک بازار قدیمی ایرانی با حرکت پرجنب و جوش مردم و پویایی فروشگاه‌ها تلاش می‌کند.
سامی دیویس جونیور نسخه بازسازی شده این آهنگ را با شعر انگلیسی و تنظیم جاز در سال ۱۹۶۳ منتشر کرد.